# Regierung Sofijanski
Das Kabinett Sofijanski stellte die 83. Regierung Bulgariens dar und war zwischen dem 12. Februar und dem 21. Mai 1997 im Amt. Sie war eine Interimsregierung, geführt von Ministerpräsident Stefan Sofijanski. Das Kabinett wurde nach landesweiten Protesten gegen die Regierung  Widenow am 12. Februar 1997 gebildet. Die Regierung Sofijanski war bis zum 21. Mai 1997 im Amt. Ihr folgte die Regierung Kostow.

## Anfangskabinett
- Ministerpräsident: Stefan Sofijanski (parteilos)
- Minister für Inneres: Bogomil Bonew (SDS)
- Finanzminister: Swetoslaw Garwijski (parteilos)
- Außenminister: Stojan Stalew (parteilos)
- Wirtschaftsminister: Aleksandar Boschkow (SDS)
- Minister für Arbeit und Sozialpolitik: Iwan Nejkow (SDS)
- Verteidigungsminister: Gerogi Ananiew (SDS)
- Justizminister: Charalambi Antschew (parteilos)
- Minister für Landwirtschaft und Lebensmittel: Rumen Christow (SDS)
- Minister für regionale Entwicklung und Bau: Nikola Karadimow (parteilos)
- Minister für Verkehr: Wilhelm Kraus (SDS)
- Minister für Umwelt: Iwan Filipow (parteilos)
- Minister für Gesundheit: Emil Takow (parteilos)
- Minister für Kultur: Emil Tabakow  (parteilos)
- Minister für Arbeit und internationale Zusammenarbeit: Daniela Bobewa  (parteilos)
- Minister für Energie: Georgi Stoilow (parteilos)